# Smoke and Mirrors (album)
Smoke and Mirrors (viết cách điệu là Smoke + Mirrors - tạm dịch là Hỏa mù) là album phòng thu thứ hai của nhóm nhạc rock người Mĩ Imagine Dragons. Được chỉnh sửa bởi chính ban nhạc và nhà sản xuất người Anh Alexander Grant - được biết đến phổ biến hơn với nghệ danh Alex Da Kid, album đã được phát hành chính thức bởi Interscope Records và hãng đĩa KIDinaKORNER của Alexander Grant vào ngày 17 tháng 2 năm 2015 tại Hoa Kỳ.

## Bối cảnh

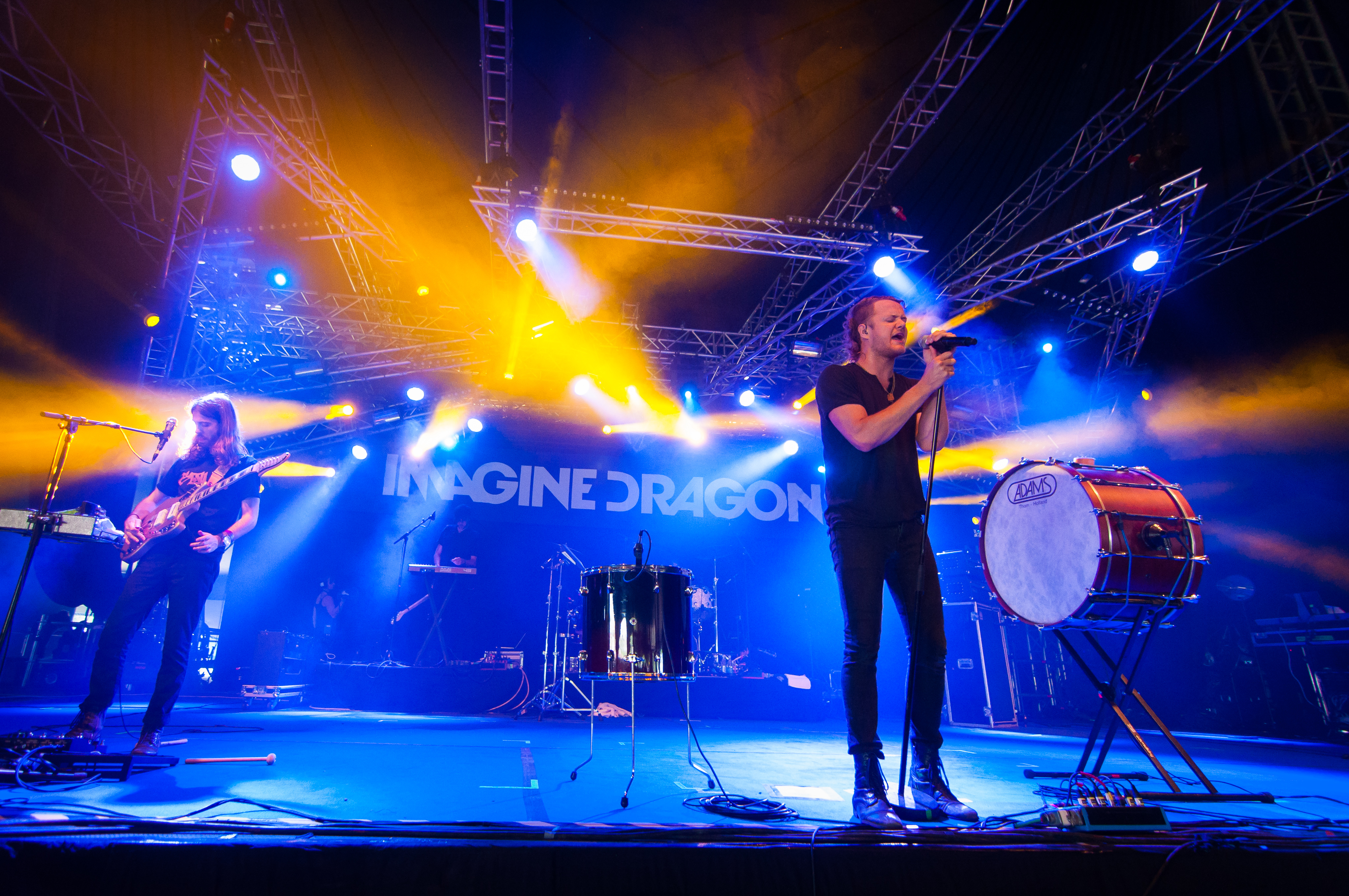
Ban nhạc bắt tay vào thực hiện tour diễn cho album đầu tay Night Visions năm 2013. Những trải nghiệm của ban nhạc trong thời gian này được coi như một nguồn cảm hứng cho album phòng thu kế tiếp.

Năm 2012, Imagine Dragons phát hành album phòng thu đầu tay của họ, mang tên Night Visions. Album này, được sản xuất bởi chính ban nhạc cùng Alex da Kid và Brandon Darner, mang lại cho ban nhạc thành công vang dội trên toàn thế giới, lọt vào danh sách 10 album bán chạy nhất ở 14 quốc gia khác nhau, và trụ trong các bảng xếp hạng ở 8 quốc gia khác. Được trao chứng nhận bạch kim bởi các tổ chức âm nhạc của 7 quốc gia, bao gồm 2 chứng nhận bạch kim tại Hoa Kỳ bởi Hiệp hội Công nghiệp Thu âm Mỹ và 3 chứng nhận bạch kim tại Canda bởi Hiệp hội Công nghiệp ghi âm Canada, album này bán được hơn 83000 bản chỉ trong tuần đầu phát hành, kỉ lục cao nhất đối với một album rock đầu tay kể từ 2006. Album cũng được đề cử Giải thưởng Juno cho Album quốc tế của năm.
Ban nhạc đã phát hành 6 đĩa đơn từ album Night Visions trong thời gian 2012 và 2013, 5 trong số đó đều xuất trong bảng xếp hạng Billboard Hot 100 của tạp chí Billboard. Trong đó, "Radioactive", một đĩa đơn phát hành năm 2013, bán được hơn 6 triệu bản tại Hoa Kỳ, trụ được trong bảng xếp hạng Billboard Hot 100 hơn một năm liên tiếp. Tạp chí Billboard đánh giá ban nhạc như một trong những "Ngôi sao tân binh sáng nhất năm 2012" và sau đó là "Ban nhạc đột phá của năm 2013".
Để quảng bá rộng rãi hơn cho album Night Visions đã thành công rực rỡ, ban nhạc cho khởi động một tour diễn kéo dài một năm vào đầu 2013 và kết thúc giữa năm 2014, với tên gọi "Night Visions Tour". Tour diễn này kéo dài hơn 170 ngày, đưa ban nhạc đi khắp Bắc Mĩ, Nam Mĩ, Châu Âu và Châu Đại Dương. Ban nhạc cũng mở một tour diễn có tên "Into the Night Tour" ở Bắc Mĩ, báo hiệu hồi kết cho toàn bộ tour diễn để quảng bá album Night Visions, kèm theo đó là tung ra Night Visions Live, một album gồm các bản thu âm lại một số buổi diễn của ban nhạc. Người hát chính của ban nhạc - Dan Reynolds - từng trả lời trong một cuộc phỏng vấn rằng: "Chúng tôi luôn sáng tác nhạc trên đường đi diễn, vậy hẳn sẽ có album thứ hai, trừ khi chúng tôi chết ở tuổi 27 năm sau. Mong rằng chúng tôi không chết và sẽ có một album thứ 2. Tôi không biết khi nào album này sẽ được phát hành, nhưng có vẻ như là điều đó sẽ xảy ra thôi. Ban nhạc cũng đã thu lại rất nhiều trải nghiệm trong thời gian thực hiện tour diễn cho album đầu tay. Dan Reynolds trả lời phóng viên báo "The Times-Picayune" từ New Orleans rằng tour diễn vòng quanh thế giới "lắng đọng lại một nguồn cảm hứng vô cùng lớn", rằng "Chúng tôi đã nhận ra chúng ta còn nhỏ bé hơn so với những gì trong suy nghĩ của chính ta"."
Ban nhạc cho rằng, ý tưởng làm nền cho album phòng thu thứ hai - được họ nhắc tới là "quyết định cho năm mới" - là sáng tác và hoàn thiện âm nhạc của họ khi họ cảm thấy rằng mọi việc của họ đều đã xong xuôi. Năm 2014, Reynolds trả lời MTV rằng ban nhạc thực sự muốn "tạo ra một album mà [họ] thực sự tự hào về nó". Anh cũng tiết lộ rằng "chúng tôi là những người cầu toàn, đôi lúc đánh giá bản thân quá mạnh mẽ, và chúng tôi không muốn cuống lên bởi vì chúng tôi biết phải làm gì. Chúng tôi chưa sẵn sàng tung ra một sản phẩm cho tới khi chúng tôi thực sự thích nó, và bạn biết đấy, ai mà chắc được quá trình ấy sẽ tốn bao nhiêu thời gian".

## Chất liệu âm nhạc
Reynolds đưa ra nhận định trên tạp chí Rolling Stone rằng album thứ hai sẽ "khác biệt" so với Night Visions. Anh nói rằng "chúng tôi bị ảnh hưởng khá nhiều bởi hip-hop trong Night Visions, nhưng tôi nghĩ album lần này sẽ có hơi hướng rock hơn. Hơi quá sớm để nói ra, nhưng những bài hát này rất khác thường".

## Thu âm

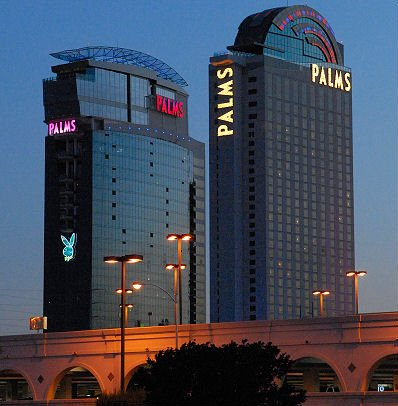
Xưởng thu âm Studio at the Palms được sử dụng để thu âm Smoke and Mirrors.

Quá trình sáng tác album bắt đầu khi tour diễn cho album Night Visions vẫn còn đang diễn ra. Khi tour diễn này được bắt đầu vào 2012, ban nhạc đã bắt tay vào việc sáng tác chất liệu âm nhạc mới cho album kế tiếp và đã thu âm các bản demo cho album này trên đường đi diễn. Vào thời điểm ban nhạc bắt đầu quá trình hoàn thiện album tiếp theo trong phòng thu, họ đã tổng hợp được 50 bản demo. Chúng được Reynolds miêu tả là "cực kì khác", nhưng anh cũng nói thêm rằng "vẫn là Imagine Dragons thôi, nhưng chúng tôi đã trưởng thành hơn rất nhiều. Tôi hi vọng [chất liệu âm nhạc mới] sẽ dẫn lối chúng tôi đi theo một hướng đi đúng đắn. Chúng tôi cố gắng tạo ra và thực hiện những ý tưởng nảy sinh ra mà chúng tôi cảm thấy vừa ý mình".
Ngoài ra, tay trống Daniel Platzman đã nói rằng "không có chỗ chứa dành cho áp lực từ bên ngoài" trong quá trình thu âm album kế tiếp..
Ban nhạc công bố chấm dứt tour diễn quảng bá cho album đầu tay tại lễ hội Lollapalooza tổ chức tại Sao Paulo, Brazil và nói rằng: "Đây sẽ là buổi diễn cuối cùng của tôi trong một khoảng thời gian tới, và đây chính là nơi tốt nhất để kết thúc tour diễn này". Cả nhóm đã chuẩn bị cho album tiếp theo ngay vào ngày kế tiếp, bắt đầu khi ban nhạc tới xưởng thu Studio at the Palms giữa tháng 4 năm 2014. Ban nhạc đánh dấu sự kiện này với một vài tweet, bao gồm cả một bức ảnh trong đó tay guitar chính của nhóm là Daniel Wayne Sermon ngồi trước một cái bàn đặt máy tính, trên màn hình máy tính là một phần mềm thu âm đang hoạt động.

## Quảng bá
"I Bet My Life" là đĩa đơn đầu tiên từ album Smoke + Mirrors. Vài tuần trước khi công bố album, khi còn đang ở Hàn Quốc để chuẩn bị cho buổi biểu diễn bài hát "Warriors" tại giải Chung kết của trò chơi Liên Minh Huyền Thoại, ban nhạc đăng lên Facebook và Twitter một vài hình ảnh cắt ra từ bìa chính thức của đĩa đơn, kèm theo lời của bài hát và những chữ cái viết ngược, chính là từng chữ cái trong tên của bài hát viết theo thứ tự ngược lại. Bài hát được phát trên các kênh radio alternative và rock vào tháng 11 năm 2014, và được phát hành chính thức dưới dạng đĩa đơn đầu tiên của album thứ hai vào ngày 27 tháng 10 năm 2014. Nó đứng ở vị trí thứ 53 trên bảng xếp hạng Billboard Hot 100, và lọt vào top 5 trên bảng xếp hạng các bài hát alternative và rock. Ban nhạc đã biểu diễn bài hát này tại lễ trao Giải thưởng Âm nhạc Mĩ năm 2014 cùng với một dàn đồng ca.
Ngày 12 tháng 12 năm 2014, Imagine Dragons thông báo trên mạng xã hội, yêu cầu người hâm mộ tại Hoa Kỳ quan sát xung quanh thành phố của họ để tìm một vài bất ngờ và sau đó chia sẻ phát hiện của họ. Ban nhạc cũng đưa ra gợi ý về hai địa điểm tại thành phố Las Vegas. Ngay sau đó, nhiều biển quảng cáo chiếu tên ban nhạc, hashtag "#smokeandmirrors", một vài cái tên và hình minh họa - được cho là tên và hình minh họa của các bài hát trong album thứ hai - được phát hiện. Các tên bài hát được tiết lộ là "Summer", "Shots", "Polaroid", "I'm So Sorry" và "Gold". Sau đó, ban nhạc trực tiếp gửi tin nhắn tới một số người hâm mộ với tệp đính kèm là các mảnh ghép của bìa chính thức của album (mỗi tệp đều được đánh số, ít nhất có 13 tệp). Khi ghép lại với nhau, những mảnh ghép tạo ra tên và hình minh họa chính thức của album.

## Diễn biến thương mại
Smoke + Mirrors ra mắt tại vị trí quán quân bảng xếp hạng US Billboard 200, với doanh số đạt 192.000 bản tính đến hết ngày 22 tháng 2 năm 2015 (doanh số bán lẻ đạt 172.000 bản). Đây là album đầu tiên của nhóm nhạc đạt vị trí quán quân bảng xếp hạng.

## Danh sách bài hát
| Smoke and Mirrors | Smoke and Mirrors      | Smoke and Mirrors                                                       | Smoke and Mirrors | Smoke and Mirrors |
| STT               | Nhan đề                | Sáng tác                                                                | Nhà sản xuất      | Thời lượng        |
| ----------------- | ---------------------- | ----------------------------------------------------------------------- | ----------------- | ----------------- |
| 1.                | "Shots"                |                                                                         |                   | 3:52              |
| 2.                | "Gold"                 | Alexander Grant, Ben McKee, Daniel Platzman, Dan Reynolds, Wayne Sermon | Grant             | 3:36              |
| 3.                | "Smoke and Mirrors"    |                                                                         |                   | 4:20              |
| 4.                | "I'm So Sorry"         |                                                                         |                   | 3:50              |
| 5.                | "I Bet My Life"        | McKee, Platzman, Reynolds, Sermon                                       |                   | 3:14              |
| 6.                | "Polaroid"             |                                                                         |                   | 3:51              |
| 7.                | "Friction"             |                                                                         |                   | 3:21              |
| 8.                | "It Comes Back To You" |                                                                         |                   | 3:37              |
| 9.                | "Dream"                |                                                                         |                   | 4:18              |
| 10.               | "Trouble"              |                                                                         |                   | 3:12              |
| 11.               | "Summer"               |                                                                         |                   | 3:38              |
| 12.               | "Hopeless Opus"        |                                                                         |                   | 4:01              |
| 13.               | "The Fall"             |                                                                         |                   | 6:05              |
| Tổng thời lượng:  | Tổng thời lượng:       | Tổng thời lượng:                                                        | Tổng thời lượng:  | 50:55             |

| Smoke and Mirrors (Deluxe Edition) | Smoke and Mirrors (Deluxe Edition) | Smoke and Mirrors (Deluxe Edition) |
| STT                                | Nhan đề                            | Thời lượng                         |
| ---------------------------------- | ---------------------------------- | ---------------------------------- |
| 14.                                | "Thief"                            | 3:47                               |
| 15.                                | "The Unknown"                      | 3:24                               |
| 16.                                | "Second Chances"                   | 3:37                               |
| 17.                                | "Release"                          | 2:28                               |
| 18.                                | "Warriors"                         | 2:50                               |

| Smoke and Mirrors (Super Deluxe Edition) | Smoke and Mirrors (Super Deluxe Edition) | Smoke and Mirrors (Super Deluxe Edition) |
| STT                                      | Nhan đề                                  | Thời lượng                               |
| ---------------------------------------- | ---------------------------------------- | ---------------------------------------- |
| 19.                                      | "Battle Cry"                             | 4:33                                     |
| 20.                                      | "Monster"                                | 4:09                                     |
| 21.                                      | "Who We Are"                             | 4:10                                     |

## Xếp hạng

### Xếp hạng tuần
| Bảng xếp hạng (2015)                   | Vị trí cao nhất |
| -------------------------------------- | --------------- |
| Australian Albums (ARIA)               | 4               |
| Album Áo (Ö3 Austria)                  | 5               |
| Album Bỉ (Ultratop Vlaanderen)         | 70              |
| Album Hà Lan (Album Top 100)           | 6               |
| Album Pháp (SNEP)                      | 9               |
| Album Đức (Offizielle Top 100)         | 3               |
| Album Ireland (IRMA)                   | 6               |
| New Zealand Albums (Recorded Music NZ) | 4               |
| Album Thụy Điển (Sverigetopplistan)    | 23              |
| Album Thụy Sĩ (Schweizer Hitparade)    | 3               |
| Album Anh Quốc (OCC)                   | 1               |
| Album Hoa Kỳ Billboard 200             | 1               |